# Manfred Theisen
Manfred Theisen (* 1962 in Köln) ist ein deutscher Autor.

## Leben
Der Autor und Politologe Manfred Theisen wurde 1962 in Köln geboren, forschte zwei Jahre für das Bundesministerium des Innern in der Sowjetunion und gründete einen Entwicklungshilfe-Verein in Äthiopien. Er arbeitete als Redakteur und leitete bis 2000 eine Kölner Zeitungsredaktion, bevor er freier Schriftsteller wurde. Theisen erhielt Stipendien (u. a. zur Recherche für seinen Roman Checkpoint Jerusalem in den palästinensischen Autonomiegebieten) und Preise für sein Werk.
Theisen hat vier Kinder und lebt in Köln. Er liest und führt Schreibwerkstätten u. a. für Institutionen wie das Goethe-Institut, die Stiftung Lesen oder den Friedrich-Bödecker-Kreis durch. In den Workshops arbeitet er nach einer Methode, die sich „mediales Schreiben“ nennt. Sie dient sowohl der Stärkung der Medienkompetenz sowie Ausdruck und Kreativität der Teilnehmer.

## Ehrungen und Auszeichnungen
- 2020 Bad Harzburger Jugendliteraturpreis für „Rot oder Blau“[4]
- 2014 Saarländischer Kinder- und Jugendbuchpreis für Nerd forever – Ich glaub, mich trifft der Ball[5]
- 2009 Kinder- und Jugendbuchautorenresidenz Struwwelpippi in Echternach (Luxemburg).[6]

## Werke

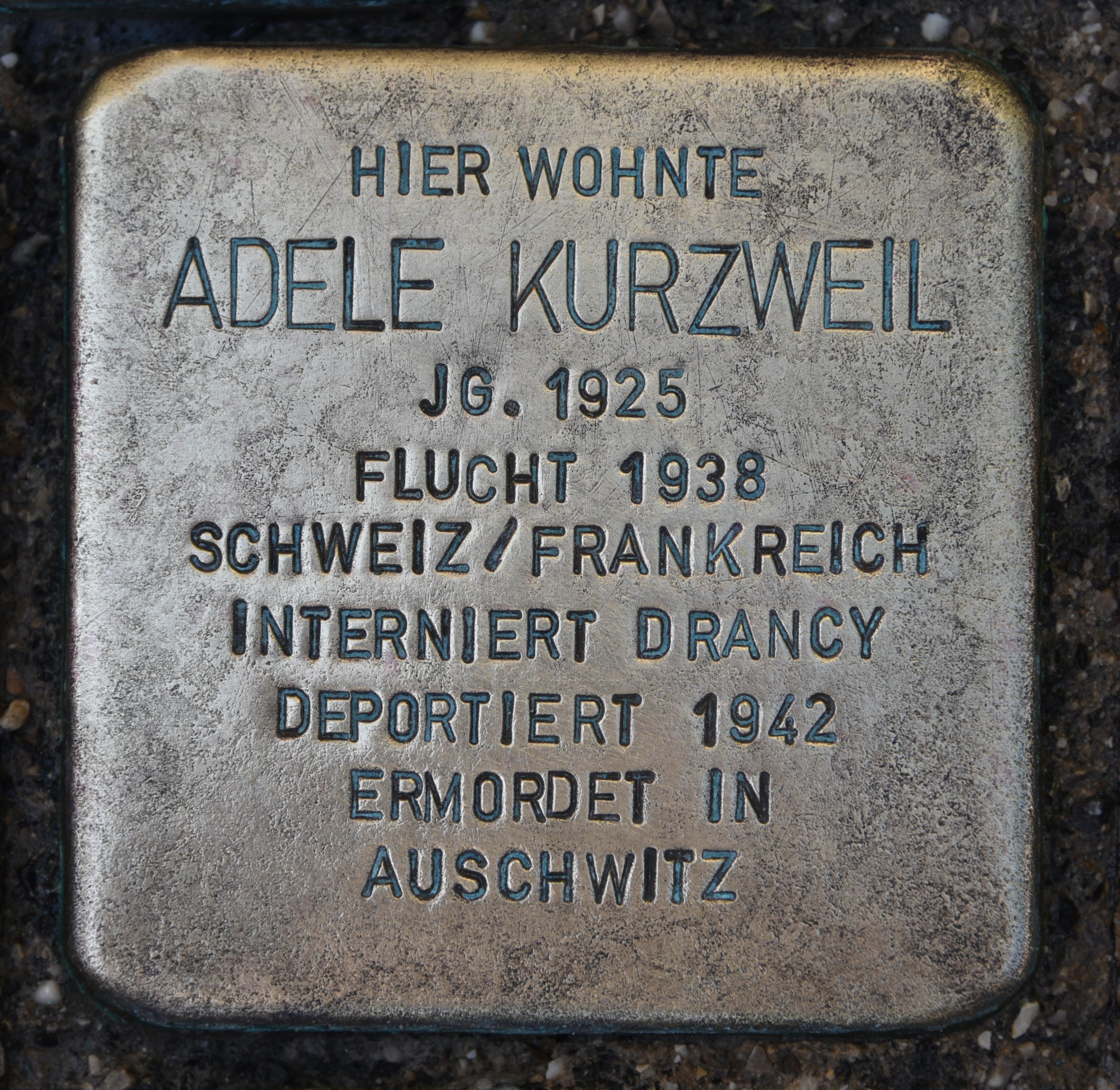
Stolperstein über die Protagonistin des Romans von 2009

- Regenzeit. Elefanten Press, Berlin 1997, ISBN 3-88520-608-0.
- Rennfieber. Elefanten Press, Berlin 1998, ISBN 3-88520-694-3.
- Dschungel im Kopf. Elefanten Press, Berlin 1999, ISBN 3-88520-742-7.
- Checkpoint Jerusalem. Carl-Bertelsmann-Jugendbuch cbj, München 2004, ISBN 3-570-30249-0.
- Amok. Die Geschichte eines Amoklaufs. cbj, München 2005, ISBN 3-570-30175-3.
- Gesucht: Anne Bonny, Piratin. cbt, München 2006, ISBN 978-3-570-30373-3.
- Der König der Welt. Sternstunden der Geschichte. cbj, München 2006, ISBN 978-3-570-12929-6.
- Täglich die Angst. cbt, München 2007, ISBN 978-3-570-30363-4.
- mit Christoph Wortberg: Der Geist der Bücher. List, Berlin 2007, ISBN 978-3-471-78948-3.
- Fernweh. cbt, München 2007, ISBN 978-3-570-30405-1.
- Die Rotte. cbt, München 2008, ISBN 978-3-570-30458-7.
- Der kleine Astronaut. Sauerländer, Düsseldorf 2008, ISBN 978-3-7941-6099-0.
- Ontika. Das Vermächtnis des Drachen. Boje, Köln 2009, ISBN 978-3-414-82125-6.
- Der Koffer der Adele Kurzweil. Sauerländer, Düsseldorf 2009, ISBN 978-3-7941-8089-9.
- Ohne Fehl und Makel. cbj, München 2010, ISBN 978-3-570-40029-6.
- Watching you. Sauerländer, Mannheim 2011, ISBN 978-3-7941-8099-8.
- Date Me If You Can. Sauerländer, Düsseldorf 2012, ISBN 978-3-411-81101-4.
- Wake up. Boje, Köln 2012, ISBN 978-3-414-82330-4.
- Nerd forever.

1. Im Würgegriff der Schule. cbj, München 2014, ISBN 978-3-570-22393-2.
2. Nerd forever – Ich glaub, mich trifft der Ball. cbj, München 2014, ISBN 978-3-570-15790-9.
3. Nerd forever – Klassenfahrt in die Hölle. cbt, München 2016, ISBN 978-3-570-31045-8.

- Weil es nie aufhört. cbt, München 2014, ISBN 978-3-570-30902-5.
- Monsterland. Ein Geist auf der Flucht. cbt, München 2015, ISBN 978-3-570-16322-1.
  - Monsterland. Das Gruseltreffen. cbt, München 2015, ISBN 978-3-570-16323-8.
- Checkpoint Jerusalem, Eine Liebe in den Zeiten des Terrors. Neue überarb. Fassung, mit Nachwort des Autors. cbt, München 2016, ISBN 978-3-570-31107-3.
- Checkpoint Europa. Flucht in ein neues Leben. cbt, München 2016, ISBN 978-3-570-31076-2.
- Angst sollt ihr haben. cbt, München 2017, ISBN 978-3-570-31154-7.
- Der Koffer der Adele Kurzweil. Clio, Graz 2018, ISBN 978-3-902542-59-5. (Überarbeitete Neuauflage)
- Rot oder Blau – Du hast die Wahl. cbt, München 2019, ISBN 978-3-570-31285-8.
- Uncover – Die Trollfabrik, Loewe Verlag, Bindlach 2020, ISBN 978-3-7432-0182-8.
- Der Chip, cbt, München 2021, ISBN 978-3-570-31436-4.
- Einfach erklärt – Social Media – Cybermobbing – Deine Daten im Web, Loewe Verlag, Bindlach 2022, ISBN 978-3-7432-1015-8.
- Der Pate von Ehrenfeld. Gmeiner-Verlag, Meßkirch 2022, ISBN 978-3-8392-0117-6.
- Crossing the Lines – Uns gehört die Nacht. Loewe-Verlag 2022, ISBN 978-3-7432-1213-8.
- Der Pate von Ehrenfeld und der Kardinal in der Wanne. Gmeiner-Verlag, Meßkirch 2024, ISBN 978-3-8392-0582-2.

## Theater
- Der Koffer der Adele Kurzweil. Rowohlt Theaterverlag, Uraufführung, Next Liberty, Bühnen der Stadt Graz, 2020[7]

Das Bühnenstück entstand nach der gleichnamigen Erzählung von Manfred Theisen, auf Grundlage derer wurde ein mobiler Audiowalk mit dem Titel GehDenkMal durch Graz eingerichtet.